# Mercado de Jonava
El Mercado de Jonava (en lituano: Jonavos turgus) es un mercado local en la ciudad de Jonava, en el país europeo de Lituania. El mercado de Jonava fue establecido en el siglo XVIII y 19. Se hizo famoso como un mercado para los granos y los caballos. En 2010, el Mercado Jonava fue renovado: un techo se añadió en la sección de alimentos, más pabellones fueron construidos, y los puestos del interior fueron renovados.